# أحمد بيدر
أحمد بيدر هو منتج صحفي يمني حاصل على جوائز الإيمي، ولد في مدينة صنعاء 1993 يعمل بيدر مع العديد من وسائل الاعلام الدولية، رفضت وزارة الداخلية البريطانية منحه تاشيرة دخول بريطانيا مما قوبل بغضب بين الصحفيين البريطانيين والدبلوماسيين ماتسبب باعادة منحه تاشيرة دخول بريطانيا.

## النشأة
ولد في مدينة صنعاء عام 1993 في عمر 12 سنة التحق بأعمال اسرته التجارية والسياحية، واختلط مع السياح القادمين الى اليمن.

## التعليم
اكمل دراسته الثانوية في مدينة صنعاء والتحق بتخصص إدارة الأعمال في جامعة صنعاء ، حصل على درجة الماجستير في فض النزعات من الجامعة الاردنية.

## الجوائز والترشيحات

### الجوائز
- 2020: جائزة "ادورد مارو" المقدمة من نادي الصحافة الدولي الأمريكي في فئة أفضل تفسير عمل  فيديو وثائقي تلفزيوني  للشؤون الدولية لعمله في برنامج الأخبار المسائية لقناة فايس نيوز 2022.[6]
- 2021: فاز بجائزة إيمي عن إنتاجه لتقرير بعنوان "من داخل الحرب السرية في اليمن" لصالح القناة الرابعة البريطانية.[7]
- 2020: نال جائزة إيمي عن تغطيته للمجاعة والأزمة الصحية في اليمن ضمن تقارير بثّتها قناة آي تي في.[2]
- 2020: جائزة بيبودي الأمريكية في فئة افضل تغطية اخبارية لفيروس كورونا كوفيد 19.[6]
- 2019: حصل على جائزة إيمي عن تقرير وثائقي لصالح قناة بي بي سي بعنوان "الجوع والحصار: الحياة تحت الحصار في اليمن".[3]

### الترشيحات
- جائزة بيبودي
  - ترشيح عام 2021 ضمن فريق العمل على فيلم وثائقي عن تداعيات الحرب اليمنية بثّته قناة سكاي نيوز.[4]

- جائزة منظمة العفو الدولية في المملكة المتحدة
  - ترشيح عام 2020 عن تغطية حقوق الإنسان في المناطق اليمنية المتأثرة بالنزاع.[8]

- جائزة إدوارد آر مورو
  - ترشيح مشترك عام 2022 ضمن فريق سكاي نيوز في فئة "أفضل تغطية دولية".[9]

## انظر ايضاً
- الحرب الأهلية اليمنية (2014–الآن)
- صحافة
- اليمن